# Australaves
Australaves es un clado de aves recientemente definido, el cual consiste en Eufalconimorphae (paseriformes, loros y halcones), así como el orden Cariamiformes (incluidas las seriemas y las extintas aves del terror). Parecen ser el grupo hermano de Afroaves. Como en el caso de Afroaves, los clados más basales tienen miembros depredadores, lo que sugiere que este era el estilo de vida ancestral. Sin embargo, algunos investigadores son escépticos de esta evaluación, ya que algunos representantes extintos del grupo, como Strigogyps, llevaban otro estilo de vida. Sin embargo, los loros y halcones más primitivos eran vagamente como los cuervos y probablemente eran omnívoros.
|                  | Falconiformes                                                    |
|                  |                                                                  |
| Psittacopasserae | \| \| Psittaciformes \| \| \| \| \| \| Passeriformes \| \| \| \| |
|                  | \| \| Psittaciformes \| \| \| \| \| \| Passeriformes \| \| \| \| |
|                  | Psittaciformes                                                   |
|                  |                                                                  |
|                  | Passeriformes                                                    |
|                  |                                                                  |

|  | Psittaciformes |
|  |                |
|  | Passeriformes  |
|  |                |

|                  | Falconiformes                                                    |
|                  |                                                                  |
| Psittacopasserae | \| \| Psittaciformes \| \| \| \| \| \| Passeriformes \| \| \| \| |
|                  | \| \| Psittaciformes \| \| \| \| \| \| Passeriformes \| \| \| \| |
|                  | Psittaciformes                                                   |
|                  |                                                                  |
|                  | Passeriformes                                                    |
|                  |                                                                  |

|  | Psittaciformes |
|  |                |
|  | Passeriformes  |
|  |                |

Cladograma de las relaciones de Australaves basado en Prum, R.O. et al. (2015).